# She Couldn’t
She Couldn’t – utwór amerykańskiego zespołu muzycznego Linkin Park, nagrany w 1999 roku jako jedno z pierwszych dem stworzonych przez zespół po dołączeniu do niego wokalisty Chestera Benningtona i później przez wiele lat niepublikowany w oficjalnej postaci. 13 sierpnia 2020 roku został wydany w formacie digital download nakładem Warner Records jako singel promujący specjalną edycję albumu Hybrid Theory, przygotowaną na 20. rocznicę jego wydania, zatytułowaną Hybrid Theory (20th Anniversary Edition) i wydaną 9 października 2020 roku. 

## Geneza i wydanie
Utwór „She Couldn’t” został nagrany w 1999 roku podczas sesji związanej z tworzeniem debiutanckiego albumu studyjnego zespołu Linkin Park, Hybrid Theory z 2000 roku. Jest jednym z pierwszych nagrań demo stworzonych przez Linkin Park po dołączeniu do niego wokalisty Chestera Benningtona. Później utwór nie został oficjalnie opublikowany. W 2009 roku nagranie demo „She Couldn’t” w formacie CD pojawiło się na aukcji internetowej w serwisie eBay, co odkrył jeden z fanów Linkin Park. Od tego czasu bootlegowe wersje utworu krążyły w kręgach fanów zespołu, ponadto na przestrzeni lat były też zamieszczane w serwisie YouTube.
13 sierpnia 2020 roku zespół Linkin Park ogłosił w mediach wydanie 9 października tego roku specjalnej edycji albumu Hybrid Theory z okazji 20. rocznicy jego oryginalnej premiery, ponadto wydana wtedy też została nakładem Warner Records piosenka „She Couldn’t” w formacie digital download jako singel promujący rocznicowe wydanie debiutanckiego albumu zespołu. Wydanie to ukazało się pod tytułem Hybrid Theory (20th Anniversary Edition) w podanym przy zapowiedzi terminie, a „She Couldn’t” był jednym z w sumie dwunastu zamieszczonych na nim pierwotnie niewydanych utworów.

## Charakterystyka i odbiór
Redakcja czasopisma Kerrang! opisała „She Couldn’t” jako „ballada bez ciężkości wypełniona elektroniką”, ponadto stwierdziła, że jest on „bardzo w stylu Hybrid Theory” oraz że „pomimo delikatności i braku ciężkich gitar typowych dla „One Step Closer” lub „Crawling”, pomimo długości i skłonności do biegu we własnym tempie zamiast trzymania się nie marnującej ani sekundy wydajności reszty albumu [Hybrid Theory], możnaby go umieścić w dowolnym miejscu w drugiej połowie albumu i nie drażniłby”. Jon Blistein z magazynu Rolling Stone zauważył z kolei, że utwór „uspokaja się i pozostaje w wyraźnie łagodnym rytmie, z prostym gitarowym loopem kręcącym się wokół triphopowej perkusji, z syntezatorami i scratchami dodającymi faktury” oraz odnotował, że „refren zawiera przeplatające się wokale Mike’a Shinody i zmarłego Chestera Benningtona, obok zręcznie umieszczonego wokalu Yasiina Beya, zaczerpniętego z wykonanej przez niego zwrotki w piosence „B-Boy Document 99” duetu The High & Mighty”. Natomiast sam Mike Shinoda, lider, wokalista i multiinstrumentalista zespołu Linkin Park, w dotyczącym utworu wpisie w serwisie Instagram zaznaczył, że „zaprogramowany beat oraz skupienie się na dźwiękach syntezatorów i loopach wokalnych (zamiast ciężkich gitar) zapowiadały przyszłość zespołu wiele lat po Hybrid Theory. Poszukując naszego pierwszego brzmienia stworzyliśmy podwaliny pod późniejszą ewolucję”.

## Notowania na listach przebojów
Notowania tygodniowe
| Lista (2020)                                                 | Pozycja |
| ------------------------------------------------------------ | ------- |
| Stany Zjednoczone (Hot Rock & Alternative Songs (Billboard)) | 47      |